# Линия Аэропорт-экспресс (Дели)
Аэропорт-экспресс (хинди एयरपोर्ट एक्सप्रेस) или Оранжевая линия (хинди ऑरेंज लाइन) — шестая линия Делийского метрополитена. Была открыта 23 февраля 2011 года, закрывалась с 7 июля 2012 года по 22 января 2013 года по техническим причинам. Сегодня общая длина линии составляет 22,7 км, в её составе — 6 станции, целиком расположенных на левом берегу реки Джамна. Оранжевая линия пролегает под землёй, за исключением части в районе станции «Дхола Куан». Она связывает Центральный и Юго-Восточный округа Дели и непосредственно международный аэропорт имени Индиры Ганди. На схемах обозначается оранжевым цветом без номера.

## История
| Дата            | Участок                     | Длина, км | Станций |
| --------------- | --------------------------- | --------- | ------- |
| 23 февраля 2011 | Нью Дели — Дварка Сектор 21 | 22,7      | 4       |
| 15 августа 2011 | Дхола Куан, Дели Аэросити   | 0         | 2       |
| 7 июля 2012     | Нью Дели — Дварка Сектор 21 | -22,7     | -6      |
| 22 января 2013  | Нью Дели — Дварка Сектор 21 | 22,7      | 6       |
| Всего           | Нью Дели — Дварка Сектор 21 | 22,7      | 6       |

## Станция
На линии расположено 6 станций, одна из них — эстакадная, остальные подземные.
- «Нью Дели» (пересадака на одноимённую станцию  Жёлтой линии)
- «Шиваджи Стэдиум»
- «Дхола Куан»
- «Дели Аэросити»
- «Аэропорт»
- «Дварка Сектор 21» (пересадака на одноимённую станцию  Синей линии)

## Депо
Линию обслуживает электродепо «Дварка Сектор 21», расположенное у одноимённой станции.